# Gyúró
Gyúró község Fejér vármegyében, a Martonvásári járásban.

## Fekvése
A Szent László-patak mellett terül el, a megyehatár közvetlen közelében, északkeleti határszéle több kilométeres hosszban már Pest vármegyei településekkel határos. A szomszédos települések: kelet felől Tárnok és Pusztazámor, észak felől Etyek és Alcsútdoboz, nyugat felől Vál, dél felől pedig Tordas. A legközelebbi város Martonvásár.
A település jellegzetes dombjai a 194 méter magas Páskom-hegy, a 178 méteres magasságú Öreg-hegy és a 162 méterig emelkedő Új-hegy.

### Megközelítése
Budapestről az M7-es autópályán, illetve a 7-es főúton közelíthető meg, Tordason keresztül, a Martonvásár központjától idáig húzódó 81 108-as számú mellékúton. Mivel burkolt úton jelenleg ez az egyetlen megközelítési útvonala, zsáktelepülésnek tekinthető (Vál, Pusztazámor és Alcsútdoboz-Vértpuszta felől csak mezőgazdasági utak húzódnak a település felé).

## Jelképei

### Címer
A község címere ívelt talpú pajzs, a pajzs alsó részén zöld, hármas halom, melyet vízszintesen a községen átfolyó patak kékje szel át. A szürkén kanyargó út a dombok között vezet át a patakon. A pajzs felső részén világoskék mezőben középen, fehér templom áll, bal oldalán hármas, aranyló búzakalász, jobb oldalán aranysárga szőlőfürt látható.
A hármas halom a településre jellemző  dombokra utal. A település történetében jelenlévő kereszténységet, a községben ma is élő három történelmi egyházat  szimbolizálja a templom.
A mezőgazdaságot a búzakalász, a történelmi múltra visszavezethető, a ma is működő szőlőtermesztést a szőlőfürt jelképezi.

### Zászló
- Világoskék mezőben a címert tartalmazza.

## Nevének eredete
A település neve valószínűleg "gyúr" ige folyamatos melléknévi igenevéből, más feltevés szerint a szláv "Đuro", "Gyuri" személynévből keletkezett.
Dr. Bogár János, volt gyúrói református lelkész tanulmányai és kutatásai szerint a Gyúró megnevezés a római "Castrum Giro", vagy "Kanyarvár" elnevezésből egyszerűsödött a mai formájára. Akkoriban a térséget sűrűn behálózták a kereskedőutak, valószínűleg Gyúró egy vagy több ilyen út elágazásánál feküdt. A település határában nyomokban még ma is láthatóak  a római korokból fennmaradt jellegzetes kőlapokból lerakott utak.

## Története
Kuldóval teljesen összeépült község. Már az ókorban lakott hely volt, mit a határ különböző részein talált hamvvedrek, kelta és római pénzek, valamint a határ északi részében talált ókori (római telepek) épületkövek és a ma is "római út" nevet viselő régi út igazol.
A honfoglaláskor a Csák, a Baracska és a Kartal-Kurszán nemzetség vetette meg a lábát a Szent László  völgyben, ahol a római út vezetett Ráckeresztúr, Martonvásár, Tordas, Gyúró vonalát érintve Göböljárás pusztánál érte el aquincumi /Óbuda/-Floirana /Csákvár/ – Savaria főutvonalát. Ennek az útnak meghatározó szerepe volt a község életében a középkorban is.
Az első írásos okmány 1340-ben Gyúrót már falunak mondja Érdekes, hogy 3 évvel előbb, 1337-ben Károly Róbert király által elrendelt és a budai káptalan által foganatosított kuldói határjárásról felvett okirat, – bár igen részletes s az összes szomszédos falukat és birtokokat megemlíti, – Gyúróról nem mond semmit. Ettől kezdve Kuldóról a 17. század végéig nincs említés. Mindebből valószínűsíthető, hogy a két község tulajdonképpen egy volt, mivel a község nem egy birtokosé volt: az egyik birtokrészt nevezték Gyúrónak, a másikat Kuldónak.
A török hódoltság alatt benépesedett újra s 1650 körül jelentős község, amikor nagyságra nézve a kuruc háborúk szünetében Sigbert Heister generális 1699-1700 években tartotta  főhadiszállását – Rudolf király – a közben megszűnt fehérvári kiváltságos  káptalan birtokában volt falut – hadipénztárnak kölcsönadott 2000 rénus forintért zálogba adta, mint zálogbirtokot; Mária Terézia – amikor a rendjüket megszüntette, – 1777-ben az általa alapított fehérvári Székeskáptalannak adományozta.
A római katolikus plébániát 1825-ben alapították, temploma a Szentháromság tiszteletére van szentelve. A római katolikus hitközség tagjait 1824-től kezdődően anyakönyvezik.
A református gyülekezetnek 1628-tól van lelkésze, a hitközség tagjainak anyakönyvezése 1754-ben indult meg.
Az ágostai hitvallású evangélikus gyülekezet 1790-ben alakult, templomát 1856-ban Székács József budapesti lelkész és Gödör József esperes avatták fel. Az evangélikusok anyakönyvezése 1862-ben kezdődött.
1848 szeptemberében 60 szekérrel szállították a kenyérporciót a Borsod vármegyei nemzetőröknek a velencei táborba a község gazdái.
Az első világháború szenvedéseiből is kivette részét, 61-estek el Isonzó és Piave folyónál vívott kegyetlen harcokban.
A második világháború 60 áldozatot követelt.
A szomszédos Kuldó települést 1935-ben csatolták Gyúróhoz.
A világháborúba bevonult katonák száma: 265, hősi halottaké: 61, hadiözvegyeké: 25, hadiárváké 36. Az evangélikus templom falába emléktáblával örökítették meg.
A háború után rövid ideig önállóan működött a közigazgatás, majd Tordassal vonták össze. Új korszak kezdődött a község életében,  amikor 1989-ben újra kiharcolta önállóságát.
A közigazgatás szétválásával egyidejűleg az oktatás is önállósodott, 1989-től van a községben egy 8 tantermes, 8 osztályos általános iskola.
2003-ban a gyúrói repülőtér is megnyitotta kapuit.

## Közélete

### Polgármesterei
- 1990–1994: Botyánszki János (független)[7]
- 1994–1998: Balázs József (független)[8]
- 1998–2002: Balázs József (független)[9]
- 2002–2003: Balázs József (független)[10]
- 2003–2006: Tóth János (független)[11]
- 2006–2010: Tóth Béla (független)[12]
- 2010–2014: Tóth Béla (független)[13]
- 2014–2019: Tóth Béla (független)[14]
- 2019–2022: Horváth Gyula (független)[15]
- 2022–2024: Horváth Gyula (Fidesz–KDNP)[16]
- 2024– : Horváth Gyula (Fidesz–KDNP)[1]

A településen 2003. szeptember 14-én időközi polgármester-választást tartottak, az előző polgármester halála miatt.
2022. június 26-án ugyancsak időközi polgármester-választást (és képviselő-testületi választást) kellett tartani Gyúrón, ezúttal azért, mert az előző képviselő-testület 2020. október 14-én feloszlatta magát. A választást eredetileg még 2021. január 24-ére írták ki, de abban az időpontban már nem lehetett megtartani, a koronavírus-járvány kapcsán elrendelt korlátozások miatt, és új időpontot sem lehetett kitűzni azok feloldásáig. A választáson a hivatalban lévő polgármester egyedüli jelöltként indult, így megtarthatta mandátumát.

## Népesség
A település népességének változása:
| Lakosok száma | 1223 | 1237 | 1244 | 1299 | 1358 | 1336 | 1347 |
|               | 2013 | 2014 | 2015 | 2021 | 2022 | 2023 | 2024 |

A 2011-es népszámlálás során a lakosok 87,8%-a magyarnak, 0,5% horvátnak, 0,6% németnek, 0,3% ukránnak mondta magát (12% nem nyilatkozott; a kettős identitások miatt a végösszeg nagyobb lehet 100%-nál). A vallási megoszlás a következő volt: római katolikus 28,8%, református 19,9%, evangélikus 20,2%, görögkatolikus 0,6%, felekezeten kívüli 10,1% (18,9% nem nyilatkozott).
2022-ben a lakosság 89,6%-a vallotta magát magyarnak, 1% németnek, 0,4% románnak, 0,4% horvátnak, 0,3% szerbnek, 0,2% cigánynak, 0,1-0,1% lengyelnek, görögnek, örménynek és bolgárnak, 4,2% egyéb, nem hazai nemzetiségűnek (10,3% nem nyilatkozott; a kettős identitások miatt a végösszeg nagyobb lehet 100%-nál). Vallásuk szerint 19,3% volt római katolikus, 15,8% református, 14% evangélikus, 0,4% görög katolikus, 1,8% egyéb keresztény, 0,4% egyéb katolikus, 11% felekezeten kívüli (37% nem válaszolt).

## Nevezetességei
- Római katolikus templom (Az 1636-ban épült jezsuita templom az 1795-ös földrengésben megsérült. A ma is látható templom 1804-ben épült.)
- Református templom. 1782–1783 között készült el, tornya 1784-1787 között épült, keleti oldalát 1864-ben bővítették. Harangja 1792-ből való, az Úr asztala és az edények pedig a 18. században készültek.
- A Millenniumi parkot, és ennek közepén kerámiából készült Szent István-kutat 2000-ben avatták fel. A kúton  Szent István király' arcképe látható a koronázási ékszerekkel, másik oldalán a Magyarország  és Gyúró község címere, negyedik oldalán pedig egy turulmadár látható. A kút peremén a  hét vezér neve található kerámia táblákon. Minden táblával szemben feltörő forrást szimbolizáló vízsugár tör elő.
- Emlékoszlop (1992) a világháborúkban elesett hősi halottak tiszteletére.

## Neves szülöttei
- Bolerádszky Benő (1885–1957) festő, grafikus, aki főként macskákról alkotott festményeiről ismert.[21]
- Vasadi Balogh György (1882–1960) író, középiskolai tanár, országgyűlési képviselő (1920–1933).